# Lucien Baudens
Lucien Baudens (1804-1857) fue un médico militar, inspector, comendador de la legión de honor, gran oficial de la Orden Imperial del sultán Abdul-Medjid y cirujano francés.

## Biografía
Lucien nació en Aire, Ardenas, y entró en el servicio militar en 1823, y consiguió en abundantes ocasiones los premios de anatomía y cirugía en Lille, Estrasburgo y París, y sobresalió especialmente en Argelia desde 1830, llegando a ser cirujano mayor del Hospital Militar de Val-de-Grâce (París) y en 1854 dirigió el servicio médico de Constantinopla y Crimea durante la Guerra de Oriente.  
Como escritor varias obras, entre ellas, una sobre las heridas causadas por las armas de fuego, eficacia de la comprensión del hielo  para reducir las hernias y sobre la guerra de Crimea, los campamentos, los abrigos, las ambulancias, etc.

## Obra
- Leçons sur le strabisme et le béigaement, París, 1841.
- Relation de l'expédition de Constantine, 1838.
- Souvenirs d'une mission medicale à l'armée d'Orient, París, J. Claye, 1857.
- La guerre de Crimée:......, París, Michel Levy freres, 1858.[1]
- On military camps and hospitals and the health of troops in the field, New York, 1862.[2]